# Dakota (film)
Dakota is een speelfilm uit 1974 onder regie van de Nederlandse filmregisseur Wim Verstappen.

## Verhaal
Piloot Dick de Boer op Curaçao is verslaafd aan vliegen en doet alles om zijn DC3 Dakota in de lucht te houden. Hij raakt verzeild in een smokkelaffaire en vlucht in zijn eentje met zijn Dakota via Suriname naar Ameland; onderweg het toestel bijtankend uit oliedrums die hij in het toestel heeft geladen.

## Rolverdeling
| Acteur                | Personage    |
| --------------------- | ------------ |
| Kees Brusse           | Dick de Boer |
| Willeke van Ammelrooy | Laura        |
| Monique van de Ven    | Claudia      |
| Marlies van Alcmaer   | Bela         |
| Diana Dobbelman       | Helen        |
| Dora van der Groen    | Mary         |

## Achtergrond
Wim Verstappen wilde aanvankelijk een film maken over een koene vliegenier die zijn toestel met bovenmenselijke kracht veilig laat landen en onderweg op die kiese wijze verliefd raakt op een jongedame genaamd Claudia. Hij had een grote voorliefde voor vliegtuigen, die hij met deze film naar voren wilde brengen. Toen hij begon met de voorbereidingen, bevond hij zich al aan het eind van zijn langdurige samenwerking met Pim de la Parra. Het vliegtuig dat gebruikt werd had De la Parra voor Verstappen gekocht voor $75.000. De opnamen zouden onder andere plaatsvinden op Curaçao, en op Vliegveld Ballum.
De hoofdrol ging naar Kees Brusse, Verstappens favoriete acteur, die het oorspronkelijke script een 'heel leuk verhaal' vond. De la Parra deelde zijn mening niet. Vlak na aankomst in Curaçao, waar de film grotendeels zou worden opgenomen, ontregelde hij Verstappen door hem zijn mening te vertellen over het script. Dit leidde tot een langdurige periode van onenigheid, tijdens welke de opnamen plat lagen. Monique van de Ven en Rudolf Lucieer, die ook op Curaçao waren voor de opnamen, brachten een maand lang werkloos door in een hotel. Er werden enkel opnamen genomen van het vliegtuig. Het resultaat was dat het al erg hoge budget nog hoger werd.
Brusse voorspelde dat de film in moeilijkheden zou komen door Van de Vens relatie met de cameraman, Jan de Bont. Dit bleek inderdaad het geval. De relatie was aanleiding voor hoog oplaaiende conflicten. De Bont had moeite met het draaien van liefdesscènes tussen Van de Ven en Brusse en hij probeerde Van de Ven zo veel mogelijk beeldtijd te geven. Beiden gaven de regisseur de schuld dat haar rol te klein was, terwijl de rest van de medewerkenden klaagden dat De Bont en Van de Ven zich te veel isoleerden van de rest.
Toen De Bont drie uur lang deed over een prijzige opname van Van de Ven op waterski's, was voor Verstappen de maat vol. De Bont werd niet veel later ontslagen. Van de Ven besloot uit eerbied voor hem mee te gaan naar Nederland. De actrice vertelde dat ze eenmaal terug 'alleen nog maar [kon] huilen'. Na een bezoek aan de dokter ontdekte ze 'overspannen' te zijn. Ze besloot niet meer terug naar Curaçao te gaan voor de opnamen. Brusse vertelde later dat hij het 'belachelijk' vond dat zoiets kon gebeuren. Tegen Van de Ven werd uiteindelijk een proces aangespannen waarin een half miljoen gulden schadevergoeding werd geëist. Deze eis werd echter afgewezen.
Verstappen wijzigde vervolgens met het materiaal dat hij wel had het script zodanig dat de film alsnog gemaakt kon worden. De scènes met Lucieer werden uiteindelijk uit de film verwijderd. De la Parra vertelde later dat het zijn 'grootste vergissing' is geweest om De Bont te ontslaan. De Bont werd vervangen door Theo van de Sande. De overige acteurs hebben vervolgens de film bijna in het geheel opnieuw opgenomen. Voor enkele scènes met Claudia werd Leontien Ceulemans als body double gebruikt.
Hierna waren er tijdens de opnamen geen conflicten meer, op een noodlanding van de Dakota in Ameland na. Niettemin had Verstappen veel moeite met het verwerken van alle problemen. Hij vluchtte naar New York en verbrak zijn samenwerking met De la Parra. De la Parra stuurde hem later nog een telegram, waarin hij schreef dat Dakota zijn beste film is. Het publiek oordeelde anders; succes bleef uit. Uiteindelijk leed de film een verlies van 750.000 gulden - volgens De la Parra te wijten aan Van de Ven en de negatieve publiciteit.
Dakota was de lievelingsfilm van Verstappen. Hij beschouwde de 24 minuten durende sequentie waarin de Dakota naar Nederland vliegt, als zijn mooiste filmwerk. De film werd in 2004 gerestaureerd en in februari 2005 opnieuw uitgebracht, als onderdeel van een Kees Brusse-retrospectief ter gelegenheid van diens tachtigste verjaardag.